# 盧基夫卡 (科韋利區)
51°15′33″N 25°3′2″E / 51.25917°N 25.05056°E
盧基夫卡（烏克蘭語：Луківка），是烏克蘭的村落，位於該國西部沃倫州，由科韋利區負責管轄，面積1.52平方公里，海拔高度173米，2001年人口247，人口密度每平方公里162.5人。